# ريبيرا برافا
ريبيرا برافا هي مقاطعة في الرأس الأخضر، هي عاصمة São Nicolau, Cape Verde ‏، بلغ عدد سكانها 7,580 نسمة وذلك حسب إحصائيات سنة 2009، عاصمتها Ribeira Brava, Cape Verde ‏.

## الموقع
تشترك في الحدود مع:
- تارفال دي ساو نيكولاو  [لغات أخرى]‏.